# Kanton Le Livradais
 Le Livradais  is een kanton van het Franse departement Lot-et-Garonne. Het kanton maakt deel uit van het arrondissement Villeneuve-sur-Lot.

Het telt 15.445 inwoners in 2018.

Het kanton werd gevormd ingevolge het decreet van 26 februari 2014 met uitwerking op 22 maart 2015 met Sainte-Livrade-sur-Lot als hoofdplaats.

## Gemeenten
Het kanton omvat volgende gemeenten:
- Allez-et-Cazeneuve
- Casseneuil
- Dolmayrac
- Fongrave
- Monclar
- Montastruc
- Pinel-Hauterive
- Saint-Étienne-de-Fougères
- Saint-Pastour
- Sainte-Livrade-sur-Lot
- Le Temple-sur-Lot
- Tombebœuf
- Tourtrès
- Villebramar